# Herbarium Pancicianum
Herbarium Pancicianum је хербаријум коју је 1860. године Јосиф Панчић поклонио Београдском Лицеју и та година се узима као година оснивања првог Хербаријума у Србији. Данас је иницијални део Хербаријума Института за ботанику и Ботаничке баште Јевремовац, Биолошког факултета Универзитета у Београду, једног од најзначајнијих и најбогатијих хербаријума у југоисточној Европи. Постојање Панчићевог хербаријума дуго је у свету било под знаком питања, јер се мислило да је нестао.

## Историја
Сакупљање, пресовање и проучавање биљака Јосиф Панчић је започео још као средњошколац у Хрватској. Доласком у Србију 1846. године, наставља свој просветно-научни рад и 1860. године уступа Лицеју својих првих 80 свежњева испресованих биљака, сакупљених током 25 година на путовањима или добијених разменом за другим европским центрима. Највећи број биљака из ове колекције потиче са подручја Баната и Срема, а сама колекција садржи око 6000 различитих врста које чине три четвртине читаве европске флоре, односно више од 20.000 примерака.
У првобитном Панчићевом хербару, према сведочењу његовог тадашњег ученика Живојина Јуришића, било је „само 80 свежњева сасушених биљака”, а скоро три деценије касније, колико је Панчић још поживео, „282 свежња пресованих биљака које су биле смештене у 9 великих двокрилних ормана”. У 270 свежњева, пише Јуришић, биле су разрађене само биљке из кола цветоноша а у 12 свежњева биљке из сва три кола бесцветница. У том хербару најважније су биљке из Србије, Црне Горе, Баната и Бугарске, које је Панчић „лично скупио и проучио”, међу којима и велики број за науку нових биљних врста. „Али у том великошколском хербару, јединственом на Балканском полуострву”, наглашава, „прикупљене су и чуване многобројне разнородне и разноврсне биљке европске, неопходне за упоређивање и критичко проучавање појединих родова и врста”.
Колико је ова збирка вредела и нарочито колико је самом Панчићу значила, може се видети из писма упућеном Министарству просвете 1860. године:
| „ | Главни пак резултат мојих малте не 25 годишњих трудова је велика збирка биља од 6.000 фела — три четвртине целе флоре Европе уједно са дупликатима више од 20.000 екземплара које сам по разним путовањима збрао или их путем замене из Германије, Италије Француске, Шпаније, Греције и Јужне Русије добијао... Ја сам ову збирку од постанка њеног Србству наменио и ја ћу је србском Лицеју уступити чим ми високо Правитељство молбу уважи те ми бар од чести моје трошкове надокнади. Мој хербар вреди ако се средња цена узме око 5 000 франака... Но како та сума не стоји у сразмери са мојим трудовима и трошковима и како ја допуњење те збирке сматрам као главни задатак свога живота, као што је она једина тековина мојих бољих година, то се ја док сам жив с њом растати нећу... | ” |

### Осиромашење колекције
Herbarium Pancicianum данас је смештен у 162 кутије. Садржи 743 рода васкуларних биљака заступљених у нашој флори и 15.377 појединачних хербарских листова. У свом писму из 1860. Панчић наводи више од 20.000 примерака, а на свом хербаријуму радио је још наредник 26 година. Ове чињенице научнике наводе на потврду претпоставки да је ова збирка добрим делом осиромашена, а разлози за то нису познати. Недостају маховине, за које је познато да их је Панчић сакупљао и слао на детерминацију биологу Ернесту Хампеу (који их вероватно Панчићу није вратио), затим алге, гљиве и лишајеви. Панчићева биографкиња Данка Митрановић, у књизи Панчићев живот, наводи да се из Панчићеве преписке са Хампеом могло закључити да је у Панчићевом хербару поред маховина било лишајева и алги, нарочито хара (Characeae). Вероватно је тај материјал Панчић послао страним научницима на детерминацију, а данас га у његовој збирци нема. Осим тога, Панчић је своје узорке поклањао другим српским образовним институцијама.
Herbarium Pancicianum садржи и 289 хербарских листова са етикетама које су тешко читљиве или непрецизне, тако да није могуће са сигурношћу утврдити о ком је локалитету реч, као и 82 хербарска листа с Панчићевим етикетама, али без биљака. У збирци је присутно 5.332 различита биљна таксона нивоа врсте и нижих систематских категорија.

## Значај
Хербарска збирка Јосифа Панчића представља неисцрпан извор за боље упознавање биљног света Србије, па и ширег подручја Балкана. У њој се могу наћи бројни подаци о распрострањености чак и оних врста које су данас ишчезле, или су на граници ишчезавања. Осим тога, у збирци се налази и одређени број примерака биљака које је Панчић описао као нове за науку и које представљају холотипове (оригинални примерци, на основу којих је нека врста или подврста описана као нова за науку). Ово су уједно и најзначајнији примерци у његовом хербару.
Осим истраживачима, Панчићев хербаријум служи за едукацију ученика и студената, а доступан је и заинтересованим грађанима који ту могу да виде многе врсте које се данас у природи не могу наћи.

### Новооткривене врсте
У колекцији Herbarium Pancicianum налазе се многи холотипови — први хербарски примерци биљних врста. Према мишљењу др Снежане Вукојичић, руководиоца Хербаријума Универзитета у Београду, управо ове биљке које је Панчић, сам или са својим најближим сарадницима Робертом де Визианијем и Савом Петровићем, описао као нове таксоне за науку — укупно 91 овакав хербарски примерак. Скоро половина ових биљака су признате од стране научне јавности као „добре” врсте. Међу њима су:
- Allium melanantherum Pančić,
- Campanula secundiflora Vis. et Pančić,
- Eryngium serbicum Pančić,
- Geum bulgaricum Pančić,
- Ramonda nathaliae Pančić et Petrović (Наталијина рамонда),
- Ramonda serbica Pančić (српска рамонда),
- Tragopogon pterodes Pančić ap. Petrović,
- Potentilla visianii Pančić.

Ови подаци су подложни променама, с обзиром да новија таксономска испитивања могу променити таксономске статусе Панчићевих биљака. Пример за то су врсте Linaria rubioides и Orobanche echinopis, које су најновијим истраживањима добиле таксономски статус „добрих” врста.

### Ишчезле врсте
У Панчићевој колекцији такође се могу наћи и примерци биљних врста за које се сматра да су ишчезле са територије Србије или неких њених делова. Међу њима су:
- Плава јасеновка са Власине (Polemonium caeruleum),
- Мочварна хајдучица са локалитета Макиш код Београда и Банатска Паланка (Achillea ptarmica),
- Калдезијева водена боквица из Грабовачке баре код Обреновца (Caldesia parnassiifolia),
- Панчићева грахорица са Суве планине (Lathyrus pancicii),
- Полегла гранчика (Polemonium caeruleum).[3]

У Панчићевом хербаријуму налазе се и примерци биљних врста за које се сматра да су ишчезле из читавог светског генофонда и не могу се више нигде видети осим у овој колекцији:
- Крагујевачки слез (Althaea kragujevacensis),
- Бешчекињаста удовичица (Scabiosa achaeta).

Панчићев хербаријум је у многим случајевима послужио као путоказ данашњим истраживачима да провере неке његове налазе. Тако је, на пример, група истраживача 1998. године кренула на Мокру гору како би, на основу онога што се налазило у Панчићевом хербаријуму, потражили алпски различак (Centaurea alpina). У томе су успели, али је пронађено само три одрасла примерка, због чега је ова врста уписана у Црвену књигу флоре Србије, на листу крајње угрожених.

## Заштита
Herbarium Pancicianum се, као највећа научна и културна заоставштина Јосифа Панчића, налази под посебним режимом обраде и чувања. С обзиром на њен укупни историјски значај сами примерци из ове збирке се могу анализирати само у просторијама Хербаријума Института за ботанику и Ботаничке баште Јевремовац. Осим саме посете и рада у Панчићевом хербару, довољно квалитетне електронске слике могу се пронаћи и он-лајн. Збирка је сређена и смештена у 162 кутије и броји око 14.000 хербарских табака. Овако сређена збирка је званично пријављена светском центру у Њујорку (Index Herbariorum) и налази се у њиховој бази података. Од тада расте интересовање како за Панчићеву збирку, тако и за Хербаријум Института за ботанику и Ботаничке баште Јевремовац, чији је он иницијални део.